# 5. Deutscher Bundestag
Der 5. Deutsche Bundestag bestand zwischen dem 19. Oktober 1965 und dem 19. Oktober 1969. Insgesamt tagte der 5. Deutsche Bundestag in 247 Sitzungen, wobei die letzte Sitzung am 3. Juli 1969 stattfand. Der 5. Bundestag konstituierte sich durch die Bundestagswahl 1965, die am 3. Oktober 1965 stattfand.
Alterspräsident war zuerst bis zu seinem Tod am 17. April 1967 Konrad Adenauer (Bundeskanzler a. D.) sowie danach Arthur Enk ebenfalls von der CDU.
Am 20. Oktober 1965 wählte der 5. Bundestag Ludwig Erhard (CDU) mit 272 (+6) Ja-Stimmen, 200 (+15) Nein-Stimmen, 15 (+1) Enthaltungen im ersten Wahlgang zum Bundeskanzler. Nach dessen Rücktritt am 30. November 1966 wurde Kurt Georg Kiesinger (CDU) am 1. Dezember 1966 zu seinem Nachfolger gewählt.

## Mitglieder des Bundestages
Der 5. Bundestag hatte zu Beginn und am Ende der Legislaturperiode insgesamt 496 Abgeordnete (+22 Berliner Bundestagsabgeordnete). Den höchsten Sitzanteil hatte die CDU/CSU mit 245 (+6) Sitzen (Ende: 253), worauf die SPD mit 202 (+15) Sitzen (Ende: 216) folgte. Zudem waren im 5. Bundestag noch die FDP (49+1 Sitze am Ende 49 Sitze) vertreten.
Durch Wahlbündnisse mit anderen Parteien waren im 5. Bundestag vier Abgeordnete der Gesamtdeutschen Partei vertreten (zwei davon als Gäste der SPD-Fraktion, zwei als Gäste der CDU/CSU-Fraktion).

## Präsidium des Bundestages
Eugen Gerstenmaier wurde in der ersten Sitzung mit 384 Ja-Stimmen, 21 Nein-Stimmen, 98 Enthaltungen und 4 ungültigen Stimmen erneut zum Bundestagspräsidenten gewählt. Am 31. Januar 1969 legte er sein Amt nieder und Kai-Uwe von Hassel wurde am 5. Februar 1969 zu seinem Nachfolger gewählt.

## Arbeit

### Gesetze
Insgesamt kam es zur Einbringung von 665 Gesetzesinitiativen in den Bundestag, wovon sich 417 auf Regierungsvorlagen, 21 auf Initiativen des Bundesrates und 227 auf Initiativen des Bundestages verteilen. Insgesamt wurden 453 Gesetze während der 5. Legislaturperiode vom Bundestag verabschiedet.

### Ausschüsse
Der 5. Bundestag hatte 23 ständige Ausschüsse.

## Parlamentarische Kontrolle

### Anfragen, Aktuelle Stunden und Befragungen
Insgesamt kam es während der Legislaturperiode des 5. Bundestages zu 45 großen Anfragen und 488 kleinen Anfragen. Zudem gab es 17 aktuelle Stunden und 223 Fragestunden.

### Untersuchungsausschüsse
Während der Legislaturperiode des 5. Bundestages kam es zu zwei Untersuchungsausschüssen.

#### 1. Untersuchungsausschuss
Am 16. März 1967 wurde der 1. Untersuchungsausschuss eingesetzt, der auch als „HS-30-Untersuchungsausschuss“ bezeichnet wird. Zwischen dem 27. April 1967 und dem 26. Juni 1969 fanden 90 Sitzungen statt.

#### 2. Untersuchungsausschuss
Am 13. November 1968 wurde der 2. Untersuchungsausschuss eingesetzt, der auch als „Nachrichtendienste-Untersuchungsausschuss“ bezeichnet wird. Zwischen dem 14. November 1968 und dem 7. Mai 1969 fanden 11 Sitzungen statt.

## Sondersitzungen
Während der 5. Wahlperiode kam es zu drei Sondersitzungen, dabei handelte es sich um die 119. Sitzung am 6. September 1967, die 120. Sitzung am 8. September 1967 und die 169. Sitzung am 30. April 1968.